# Ullastret
Ullastret település Spanyolországban, Girona tartományban. Ullastret Serra de Daró, Fontanilles, Palau-sator, Forallac, La Bisbal d’Empordà, Corçà és Parlavà községekkel határos. Lakosainak száma 260 fő (2024).

## Népesség
A település népessége az elmúlt években az alábbi módon változott:
| Lakosok száma | 418  | 468  | 406  | 355  | 275  | 221  | 239  | 289  | 290  | 260  |
|               | 1717 | 1887 | 1936 | 1960 | 1986 | 2004 | 2009 | 2014 | 2019 | 2024 |